# Saint-Maurice-en-Cotentin
Saint-Maurice-en-Cotentin – miejscowość i gmina we Francji, w regionie Normandia, w departamencie Manche.
Według danych na rok 1990 gminę zamieszkiwały 203 osoby, a gęstość zaludnienia wynosiła 27 osób/km² (wśród 1815 gmin Dolnej Normandii Saint-Maurice-en-Cotentin plasuje się na 683. miejscu pod względem liczby ludności, natomiast pod względem powierzchni na miejscu 681.).